# Фикс-фокус

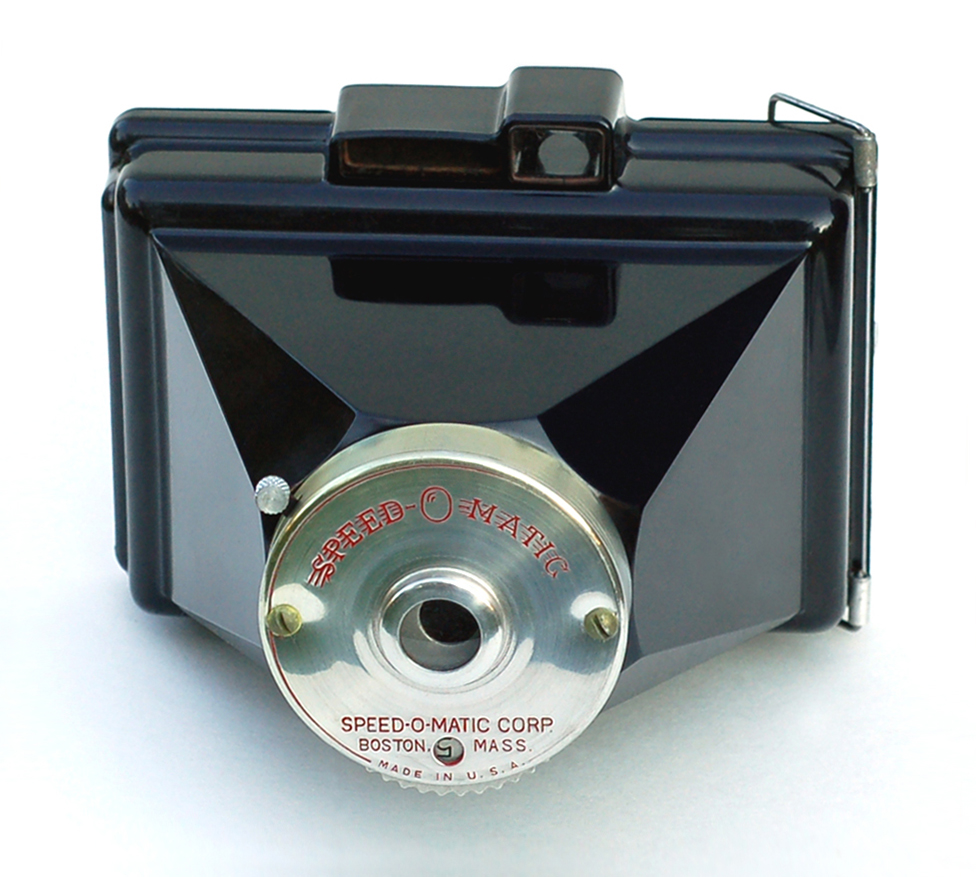
Фотоаппарат Speed-O-Matic с объективом типа «фикс-фокус»

Фикс-фокус, фиксированная фокусировка — объектив, сфокусированный на определённое расстояние съёмки, и зафиксированный в этом положении на всё время эксплуатации. 

## Описание
Оправы объективов этого типа не предусматривают наличие какого-либо фокусирующего механизма, значительно упрощая и удешевляя конструкцию. В простейших фотоаппаратах, кинокамерах и видеокамерах такие объективы фокусируются на гиперфокальное расстояние (реже — на «бесконечность»), не требуя никаких действий во время съёмки. Конструкция характерна для короткофокусных объективов с невысокой светосилой, поскольку обеспечивает приемлемую чёткость почти на всех съёмочных дистанциях за счёт большой глубины резкости. Неподвижная фокусировка была общепринятой в среднеформатных бокс-камерах, благодаря низкой светосиле объективов и невысоким требованиям к резкости контактных отпечатков. 
При меньших размерах кадра ситуация ещё больше упрощается: например объектив с фокусным расстоянием 10 мм, считающийся нормальным для 8-мм киноплёнки, обладает большой глубиной резкости даже при высокой светосиле. При его наводке на гиперфокальное расстояние предметы отображаются резко, начиная с дистанции 1,5 метра и до «бесконечности» уже при относительном отверстии f/2,8. Этого достаточно для съёмки большинства сюжетов — от группового портрета до пейзажа. На гиперфокальное расстояние объектив неподвижно фокусировался во многих любительских 8-мм кинокамерах: «Спорт», «Турист», «Кама», «Экран» и других, в том числе зарубежных. Для ещё более короткофокусных объективов в веб-камерах, в камерах мобильных устройств (телефоны и планшетные компьютеры), экшн-камерах, автомобильных видеорегистраторах, камерах видеонаблюдения и камерафонах, также в наиболее дешёвых цифровых фотоаппаратах, глубина резкости позволяет полностью обходиться без дорогостоящего автофокуса. Объективы с фиксированной фокусировкой используются в панорамных фотоаппаратах, например «Горизонт», и кинокамерах панорамной киносистемы «Синерама». Ещё одна область применения жёсткой фокусировки объектива — специализированные фотоаппараты одноступенного процесса для съёмки с экрана кинескопа или для стоматологической и судебной фотографии. В этом случае фокусировка производится на расстояние, задаваемое специальным ограждением объектива, которое прижимается к объекту съёмки. В аэрофотоаппаратах объективы фиксируются в положении «бесконечность».